# Manuela León Guamán
Manuela León Guamán (Punín, 1844 - Riobamba, 8 de gener de 1872) va ser una dona llibertària equatoriana que va participar com a líder en la revolta del poble indígena. Va ser proclamada en el 2010 una heroïna per l'Assemblea Nacional de la República de l'Equador.

## Trajectòria
Va néixer, en la comunitat de San Francisco de Macshi, avui coneguda com Cachatón San Francisco (Hatun Kacha), filla de Hermenegildo León i de María Guamán, es va inscriure el seu naixement en Punín, parròquia de Riobamba, en 1844.
Va ser l'any 1871 quan les accions d'un grup nombrós d'indígenes pretenia recuperar el que abans deien l'Imperi inca. Liderats per Manuela León (la rebel) i Fernando Daquilema (el recentment proclamat rei).
Els ideals de Manuela León la van portar a encapçalar accions en defensa dels drets igualitaris per al seu poble i detenir l'abús i l'opressió que provenia del govern de Gabriel García Moreno i a enfrontar-se cara a cara contra els comandants del bàndol enemic.
Va ser afusellada pels seus actes el 8 de gener de 1872. Es diu que en preguntar l'escamot d'afusellament si tenia alguna cosa a dir, ella va respondre «Manapi», és a dir, «res» en el seu idioma.

## Reconeixements
- Un carrer a la ciutat de Quito porta el seu nom.
- Va ser proclamada heroïna per l'Estat equatorià, en el 2010.